# Жіу (річка)
Жіу, Жиу (рум. Jiu) — річка на південному заході Румунії. Ліва притока Дунаю. Довжина Жіу становить 339 км. Площа басейну — 10 070 км². 

## Загальний опис
Жіу — рівнинна річка з повільною й спокійною течією. Живлення змішане: снігове, дощове й підземне. Водний режим річки визначається добре вираженою весняною повінню, регулярним осіннім підняттям рівня води та бурхливими нерегулярними паводками.
Даки називали Жіу — Ргабон (Rhabon). Назва Жіу зі слов'янської означає «живий». .

## Міста над Жіу
Від витоків до гирла
На Жіу розташовані міста Петрошань (Західний Жіу (Jiul de Vest)), Лупені (Східний Жіу (Jiul de Est)), Бумбешть-Жіу, Тиргу-Жіу, Турчень, Філіаші, Крайова.